# 旅遊醫學
旅遊醫學，是一門關於預防和治理旅遊相關健康問題的醫學分支，結合了流行病學、公共衛生、地理學、預防醫學等專業學科，研究範圍包括在出遊前、旅遊過程中以至返國後為旅客提供醫療建議和服務。

## 研究範圍
旅遊醫學是一門結合了流行病學、公共衛生、地理學、預防醫學等專業學科的醫學專科，研究範圍廣泛。旅遊醫學旨在預防和治理與旅遊有關的健康問題，其主要研究範圍包括為旅客在出遊前提供健康評估、在旅遊過程中提供保健服務、在旅遊後提供醫療服務，亦包括建議旅客根據他們的健康狀況來調整行程；旅遊醫學關注在旅遊過程中染上的疾病、旅遊目的地的環境引致的健康狀況、對旅遊者人身安全的威脅、心理與文化因素等議題。
截至2015年10月，世界各國尚未有發出旅遊醫學專科證書；故此，從事旅遊醫學的醫護人員一般只有內科學、護理學、藥學等其他學科的證書。

### 出遊前
旅遊醫學的範圍包括為旅遊者在出遊前進行風險評估，根據目的地衛生狀況、旅遊形式、行程長短、旅遊者健康情況等因素來提供相關注意事項。從事旅遊醫學的醫護人員會考慮這些因素，為旅遊者提供預防措施，從而預防他們在旅遊期間患上疾病；例如，醫護人員會建議患有慢性病或高齡的旅遊者隨身帶備藥物，以及為可能在長途旅行期間出現身體不適的旅遊者提供諮詢。
有意前往某些地區的旅遊者需要事先接受疫苗注射或服用預防藥物，例如到非洲或中東的旅客要接種黃熱病疫苗和腦脊髓膜炎疫苗，往東南亞、非洲或中南美洲的旅客需服用預防瘧疾藥物。旅遊醫學從業者會考慮旅遊目的地、季節、行程等因素，建議旅遊者接種甚麼疫苗。

### 旅遊過程中
旅遊醫學從業員會為旅遊者計劃旅遊過程中的醫療照顧，例如指導他們如何在旅遊目的地尋求可靠醫療資源、以及提供各國醫療設施的資料，亦包括協助旅遊者以英語填寫病史和服藥資料，方便他們在外地求醫。

### 旅遊後
旅遊醫學亦為旅遊者提供返國後的健康追蹤服務，如旅客在旅遊後出現健康問題，便需要進行醫療評估。旅遊相關疾病的潛伏期各不相同，大部分症狀在旅遊者返國不久後察覺到，有些疾病則會在數月到數年後才出現；當評估一名懷疑因旅遊而染病的病人時，醫生要考慮出遊前醫學諮詢、旅遊期間的住宿、旅遊目的地的飲用水、旅遊時的醫學護理等因素。